# Rivière à l'Oie (Petite rivière Cascapédia)
Pour les articles homonymes, voir Oie (homonymie).
La rivière à l’Oie coule vers le Sud-Est dans la municipalité de New Richmond, dans Bonaventure (municipalité régionale de comté), dans la région administrative de la Gaspésie-Îles-de-la-Madeleine, au Québec, au Canada.
La "rivière à l'Oie" coule en zone agricole dans la plaine de la rive Nord de la Baie-des-Chaleurs et se déverse sur la rive Ouest de la Petite rivière Cascapédia. Le cours de la rivière est situé à l'Est de la rivière Cascapédia et à l'Ouest de la Petite rivière Cascapédia.

## Géographie
La "rivière à l'Oie" prend sa source à l'embouchure du "Lac à l'Oie" (longueur : 1,2 km ; altitude : 49 m), situé dans la partie Ouest de la ville de New Richmond.
À partir de l'embouchure du "Lac à l'Oie", la "rivière à l'Oie" coule sur 3,6 km dans une plaine agricole, selon les segments suivants :
- 1,0 km vers le Sud-Est en longeant le chemin de fer du Canadien National, jusqu'à la route du 4e rang Ouest ;
- 1,2 km vers le Sud-Est, jusqu'à la route du 3e rang Ouest ;
- 1,3 km vers le Sud-Est, jusqu'au chemin Pardiac ;
- 0,1 km vers le Sud-Est, jusqu'à la confluence de la rivière[1].

La "rivière à l'Oie" se déverse sur la rive Ouest de la Petite rivière Cascapédia au Nord du village de New Richmond, soit à :
- 2,4 km en amont de la jetée traversant la baie de New Richmond, située à la confluence de la Petite rivière Cascapédia ;
- 0,3 km en amont de l'île à Gauthier ;
- 0,8 km en amont du pont de la route 132.

## Toponymie
Le toponyme « Rivière à l’Oie » a été officialisé le 6 janvier 1983 à la Banque de noms de lieux de la Commission de toponymie du Québec.